# قبس إيداهو
قبس إيداهو (الاسم العلمي:Phlox idahonis) هو نوع من النباتات يتبع جنس القبس من الفصيلة البولامونية.